# Dirka po Sloveniji 2023
Dirka po Sloveniji 2023 je bila devetindvajseta izvedba Dirke po Sloveniji. To je bila etapna dirka UCI ProSeries, ki je potekala od 14. do 18. junija 2023, v skupni dolžini 833,3 kilometra.
Dirko je zmagal Filippo Zana, drugi je bil Matej Mohorič, tretji pa Diego Ullisi.
Nosilci preostalih majic so bili: Ide Schelling po točkah (rdeča), Samuele Zoccarato na gorskih ciljih (modra), Raúl García Pierna najboljši mladi kolesar (bela) in ekipno Equipo Kern Pharma.
Po besedah direktorice Slovenske turistične organizacije, so gledalci Eurosporta med dirko videli 230 videospotov Slovenije, v promociji pa je sodelovalo 39 destinacij od Kobarida do Ormoža.

## Ekipe
Dirko je začelo 138 kolesarjev iz 20 ekip, od tega jo je končalo 112 kolesarjev.

### UCI WorldTeams
- Bora–Hansgrohe
- Team Bahrain Victorious
- Team Jayco–AlUla
- UAE Team Emirates

### UCI ProTeams
- Bingoal WB
- Caja Rural–Seguros RGA
- Eolo–Kometa
- Equipo Kern Pharma
- Euskaltel–Euskadi
- Green Project–Bardiani–CSF–Faizanè
- Human Powered Health
- Q36.5 Pro Cycling Team
- Team Corratec–Selle Italia
- Tudor Pro Cycling Team

### UCI Continental
- Adria Mobil
- Cycling Team Kranj
- Ljubljana Gusto Santic
- RRK Group–Pierre Baguette–Benzinol
- Team Vorarlberg

### Državna reprezentanca
- Slovenija

## Trasa in etape
| Etapa  | Datum     | Trasa                   | Dolžina  | Disciplina | Disciplina      | Zmagovalec        |
| ------ | --------- | ----------------------- | -------- | ---------- | --------------- | ----------------- |
| 1      | 14. junij | Celje – Rogaška Slatina | 188,6 km |            | razgibana etapa | Dylan Groenewegen |
| 2      | 15. junij | Žalec – Ormož           | 163,1 km |            | razgibana etapa | Dylan Groenewegen |
| 3      | 16. junij | Grosuplje – Postojna    | 173,4 km |            | razgibana etapa | Ide Schelling     |
| 4      | 17. junij | Ljubljana – Kobarid     | 165,6 km |            | gorska etapa    | Jesús David Peña  |
| 5      | 18. junij | Vrhnika – Novo Mesto    | 142,6 km |            | razgibana etapa | Matej Mohorič     |
| Skupaj | Skupaj    | 833,3 km                | 833,3 km | 833,3 km   | 833,3 km        | 833,3 km          |

### Etapa 1
14. junij 2023 — 188,6 km
Profil prve etape je bil pisan na kožo sprinterjem. Zmagal je Dylan Groenewegen, ki je imel odlično lead-out pomoč Luke Mezgeca. 
| Mesto                       | Kolesar                     | Ekipa                   | Čas        |
| --------------------------- | --------------------------- | ----------------------- | ---------- |
| Uradni rezultati            |                             |                         |            |
| 1.                          | Dylan Groenewegen           | Team Jayco–AlUla        | 4h 33' 23" |
| 2.                          | Phil Bauhaus (GER)          | Team Bahrain Victorious | + 0"       |
| 3.                          | Matteo Moschetti (ITA)      | Q36.5 Pro Cycling Team  | + 0"       |
| 4.                          | Stanisław Aniołkowski (POL) | Human Powered Health    | + 0"       |
| 5.                          | David González (ESP)        | Caja Rural–Seguros RGA  | + 0"       |
| 6.                          | Ide Schelling (NED)         | Bora–Hansgrohe          | + 0"       |
| 7.                          | Robin Froidevaux (SUI)      | Tudor Pro Cycling Team  | + 0"       |
| 8.                          | Jon Barrenetxea (ESP)       | Caja Rural–Seguros RGA  | + 0"       |
| 9.                          | Fernando Barceló (ESP)      | Caja Rural–Seguros RGA  | + 0"       |
| 10.                         | Carlos Canal (ESP)          | Euskaltel–Euskadi       | + 0"       |
| Skupni seštevek po 1. etapi |                             |                         |            |
| 1.                          | Dylan Groenewegen (NED)     | Team Jayco–AlUla        | 4h 33' 13" |
| 2.                          | Phil Bauhaus (GER)          | Team Bahrain Victorious | + 4"       |
| 3.                          | Matteo Moschetti (ITA)      | Q36.5 Pro Cycling Team  | + 6"       |
| 4.                          | Andrea Garosio (ITA)        | Eolo–Kometa             | + 7"       |
| 5.                          | Raúl García Pierna (ESP)    | Equipo Kern Pharma      | + 8"       |
| 6.                          | Diego Ulissi (ITA)          | UAE Team Emirates       | + 9"       |
| 7.                          | Stanisław Aniołkowski (POL) | Human Powered Health    | + 10"      |
| 8.                          | David González (ESP)        | Caja Rural–Seguros RGA  | + 10"      |
| 9.                          | Ide Schelling (NED)         | Bora–Hansgrohe          | + 10"      |
| 10.                         | Robin Froidevaux (SUI)      | Tudor Pro Cycling Team  | + 10"      |

### Etapa 2
15. junij 2023 — 163,1 km
Profil je bil podoben prvi etapi, s sprintom rahlo navkreber. Spet je zmagal je Dylan Groenewegen, ponovno z lead-out pomočjo Luke Mezgeca. 
| Mesto                       | Kolesar                  | Ekipa                              | Čas        |
| --------------------------- | ------------------------ | ---------------------------------- | ---------- |
| Uradni rezultati            |                          |                                    |            |
| 1.                          | Dylan Groenewegen        | Team Jayco–AlUla                   | 3h 49' 39" |
| 2.                          | Matteo Moschetti (ITA)   | Q36.5 Pro Cycling Team             | + 0"       |
| 3.                          | Phil Bauhaus (GER)       | Team Bahrain Victorious            | + 0"       |
| 4.                          | David González (ESP)     | Caja Rural–Seguros RGA             | + 0"       |
| 5.                          | Robin Froidevaux (SUI)   | Tudor Pro Cycling Team             | + 0"       |
| 6.                          | Pau Miquel (ESP)         | Equipo Kern Pharma                 | + 0"       |
| 7.                          | Ide Schelling (NED)      | Bora–Hansgrohe                     | + 0"       |
| 8.                          | Luca Colnaghi (ITA)      | Green Project–Bardiani–CSF–Faizanè | + 0"       |
| 9.                          | Fernando Barceló (ESP)   | Caja Rural–Seguros RGA             | + 0"       |
| 10.                         | Martin Marcellusi (ITA)  | Green Project–Bardiani–CSF–Faizanè | + 0"       |
| Skupni seštevek po 2. etapi |                          |                                    |            |
| 1.                          | Dylan Groenewegen (NED)  | Team Jayco–AlUla                   | 8h 22' 42" |
| 2.                          | Matteo Moschetti (ITA)   | Q36.5 Pro Cycling Team             | + 10"      |
| 3.                          | Phil Bauhaus (GER)       | Team Bahrain Victorious            | + 10"      |
| 4.                          | Raúl García Pierna (ESP) | Equipo Kern Pharma                 | + 18"      |
| 5.                          | Diego Ulissi (ITA)       | UAE Team Emirates                  | + 19"      |
| 6.                          | David González (ESP)     | Caja Rural–Seguros RGA             | + 20"      |
| 7.                          | Robin Froidevaux (SUI)   | Tudor Pro Cycling Team             | + 20"      |
| 8.                          | Ide Schelling (NED)      | Bora–Hansgrohe                     | + 20"      |
| 9.                          | Fernando Barceló (ESP)   | Caja Rural–Seguros RGA             | + 20"      |
| 10.                         | Luca Colnaghi (ITA)      | Green Project–Bardiani–CSF–Faizanè | + 20"      |

### Etapa 3
16. junij 2023 — 173,4 km
| Mesto                       | Kolesar                  | Ekipa                  | Čas         |
| --------------------------- | ------------------------ | ---------------------- | ----------- |
| Uradni rezultati            |                          |                        |             |
| 1.                          | Ide Schelling            | Bora–Hansgrohe         | 4h 08' 42"  |
| 2.                          | Luka Mezgec (SLO)        | Team Jayco–AlUla       | + 0"        |
| 3.                          | Robin Froidevaux (SUI)   | Tudor Pro Cycling Team | + 0"        |
| 4.                          | Marco Tizza (ITA)        | Bingoal WB             | + 0"        |
| 5.                          | Rui Oliveira (POR)       | UAE Team Emirates      | + 0"        |
| 6.                          | Jaka Primožič (SLO)      | Slovenia               | + 0"        |
| 7.                          | Lennert Teugels (BEL)    | Bingoal WB             | + 0"        |
| 8.                          | Anže Skok (SLO)          | Ljubljana Gusto Santic | + 0"        |
| 9.                          | Floris De Tier (BEL)     | Bingoal WB             | + 0"        |
| 10.                         | Simon Pellaud (SUI)      | Tudor Pro Cycling Team | + 0"        |
| Skupni seštevek po 3. etapi |                          |                        |             |
| 1.                          | Dylan Groenewegen (NED)  | Team Jayco–AlUla       | 12h 31' 24" |
| 2.                          | Ide Schelling (NED)      | Bora–Hansgrohe         | + 10"       |
| 3.                          | Luka Mezgec (SLO)        | Team Jayco–AlUla       | + 14"       |
| 4.                          | Robin Froidevaux (SUI)   | Tudor Pro Cycling Team | + 16"       |
| 5.                          | Raúl García Pierna (ESP) | Equipo Kern Pharma     | + 18"       |
| 6.                          | Diego Ulissi (ITA)       | UAE Team Emirates      | + 19"       |
| 7.                          | Rui Oliveira (POR)       | UAE Team Emirates      | + 20"       |
| 8.                          | David González (ESP)     | Caja Rural–Seguros RGA | + 20"       |
| 9.                          | Dylan Hopkins (AUS)      | Ljubljana Gusto Santic | + 20"       |
| 10.                         | Joel Nicolau (ESP)       | Caja Rural–Seguros RGA | + 20"       |

### Etapa 4
17. junij 2023 — 165,6 km
Predzadnja kraljevska gorska etapa se je začela v prestolnici Ljubljana in končala v Julijskih Predalpah z dvema vzponoma na Kolovrat (vzpon 1. kategorije; 10,3 km dolžine pri povprečnem naklonu 9,5 % stopnji, na višini 1084 m).To je bila prva profesionalna zmaga v karieri Peni.
| Mesto                       | Kolesar                 | Ekipa                   | Čas         |
| --------------------------- | ----------------------- | ----------------------- | ----------- |
| Uradni rezultati            |                         |                         |             |
| 1.                          | Jesús David Pena        | Team Jayco–AlUla        | 4h 20' 46"  |
| 2.                          | Filippo Zana (ITA)      | Team Jayco–AlUla        | + 17"       |
| 3.                          | Diego Ulissi (ITA)      | UAE Team Emirates       | + 17"       |
| 4.                          | Lorenzo Fortunato (ITA) | Eolo–Kometa             | + 17"       |
| 5.                          | Giovanni Aleotti (ITA)  | Bora–Hansgrohe          | + 22"       |
| 6.                          | Matej Mohorič (SLO)     | Team Bahrain Victorious | + 36"       |
| 7.                          | Wout Poels (NED)        | Team Bahrain Victorious | + 36"       |
| 8.                          | Paul Double (GBR)       | Human Powered Health    | + 36"       |
| 9.                          | Matteo Badilatti (SUI)  | Q36.5 Pro Cycling Team  | + 36"       |
| 10.                         | Ben Zwiehoff (GER)      | Bora–Hansgrohe          | + 39"       |
| Skupni seštevek po 4. etapi |                         |                         |             |
| 1.                          | Filippo Zana (ITA)      | Team Jayco–AlUla        | 16h 52' 41" |
| 2.                          | Diego Ulissi (ITA)      | UAE Team Emirates       | + 1"        |
| 3.                          | Lorenzo Fortunato (ITA) | Eolo–Kometa             | + 6"        |
| 4.                          | Giovanni Aleotti (ITA)  | Bora–Hansgrohe          | + 11"       |
| 5.                          | Jesús David Pena (COL)  | Team Jayco–AlUla        | + 12"       |
| 6.                          | Matej Mohorič (SLO)     | Team Bahrain Victorious | + 22"       |
| 7.                          | Paul Double (GBR)       | Human Powered Health    | + 25"       |
| 8.                          | Wout Poels (NED)        | Team Bahrain Victorious | + 25"       |
| 9.                          | Ben Zwiehoff (GER)      | Bora–Hansgrohe          | + 28"       |
| 10.                         | Jordi López (ESP)       | Equipo Kern Pharma      | + 51"       |

### Etapa 5
18. junij 2023 — 142,6 km
Zadnjo etapo je zmagal Matej Mohorič, ki je odskočil 10 km pred ciljem, na zadnjem klancu 3. kategorije na Trški Gori (1,5 km dolžine s povprečnim naklonom 10,5% in max. naklonom celo do 20%), . Edini, ki mu je uspel slediti je bil Filippo Zana (Team Jayco–AlUla), vendar je bil Mohorič premočen na ciljnem sprintu navzgor. Oba sta (Zana skupno in Mohorič etapno zmago) posvetila tragično preminulemu kolesarju pred 3 dnevi na Dirki po Švici, Gino Mäderju. To je bila sploh prva etapna zmaga Mohoriča na Dirki po Sloveniji. Zaradi kraje koles, ekipa Euskaltel–Euskadi ni nastopila na zadnji etapi. 14 koles Orbea, je v Ljubljani čez noč izginilo izpred hotela kjer je bila ekipa nastanjena prenočevala ekipa.
| Mesto            | Kolesar                | Ekipa                   | Čas        |
| ---------------- | ---------------------- | ----------------------- | ---------- |
| Uradni rezultati |                        |                         |            |
| 1.               | Matej Mohorič          | Team Bahrain Victorious | 3h 07' 49" |
| 2.               | Filippo Zana (ITA)     | Team Jayco–AlUla        | + 0"       |
| 3.               | Luka Mezgec (SLO)      | Team Jayco–AlUla        | + 16"      |
| 4.               | Lucas Eriksson (SWE)   | Tudor Pro Cycling Team  | + 16"      |
| 5.               | Joel Nicolau (ESP)     | Caja Rural–Seguros RGA  | + 16"      |
| 6.               | Giovanni Aleotti (ITA) | Bora–Hansgrohe          | + 16"      |
| 7.               | Jesús David Pena (COL) | Team Jayco–AlUla        | + 16"      |
| 8.               | Johan Meens (BEL)      | Bingoal WB              | + 16"      |
| 9.               | Diego Ulissi (ITA)     | UAE Team Emirates       | + 16"      |
| 10.              | Ben Zwiehoff (GER)     | Bora–Hansgrohe          | + 16"      |

## Razvrstitev vodilnih
| Etapa          | Zmagovalec        | Skupno            | Po točkah         | Gorski cilji      | Mladi kolesarji | Ekipno                 |
| -------------- | ----------------- | ----------------- | ----------------- | ----------------- | --------------- | ---------------------- |
| 1              | Dylan Groenewegen | Dylan Groenewegen | Dylan Groenewegen | Andrea Garosio    | Raúl García     | Caja Rural–Seguros RGA |
| 2              | Dylan Groenewegen | Dylan Groenewegen | Dylan Groenewegen | Giovanni Aleotti  | Raúl García     | Caja Rural–Seguros RGA |
| 3              | Ide Schelling     | Dylan Groenewegen | Dylan Groenewegen | Viktor Potočki    | Raúl García     | Caja Rural–Seguros RGA |
| 4              | Jesús David Peña  | Filippo Zana      | Ide Schelling     | Samuele Zoccarato | Raúl García     | Equipo Kern Pharma     |
| 5              | Matej Mohorič     | Filippo Zana      | Ide Schelling     | Samuele Zoccarato | Raúl García     | Equipo Kern Pharma     |
| Končni nosilci | Končni nosilci    | Filippo Zana      | Ide Schelling     | Samuele Zoccarato | Raúl García     | Equipo Kern Pharma     |

## Končna razvrstitev
| Legenda | Legenda                      | Legenda | Legenda                          |
| ------- | ---------------------------- | ------- | -------------------------------- |
|         | Zmagovalec skupnega seštevka |         | Zmagovalec gorskih ciljev        |
|         | Zmagovalec po točkah         |         | Zmagovalec med mladimi kolesarji |

(Team Jayco–AlUla)
(Bora–Hansgrohe)
Green Project–Bardiani–CSF
(Equipo Kern Pharma)

### Skupno
| Uvr. | Kolesar                 | Ekipa                   | Čas         |
| ---- | ----------------------- | ----------------------- | ----------- |
| 1.   | Filippo Zana (ITA)      | Team Jayco–AlUla        | 20h 00' 24" |
| 2.   | Matej Mohorič (SLO)     | Team Bahrain Victorious | + 18"       |
| 3.   | Diego Ulissi (ITA)      | UAE Team Emirates       | + 23"       |
| 4.   | Giovanni Aleotti (ITA)  | Bora–Hansgrohe          | + 33"       |
| 5.   | Jesús David Peña (COL)  | Team Jayco–AlUla        | + 34"       |
| 6.   | Lorenzo Fortunato (ITA) | Eolo–Kometa             | + 46"       |
| 7.   | Ben Zwiehoff (GER)      | Bora–Hansgrohe          | + 50"       |
| 8.   | Paul Double (GBR)       | Human Powered Health    | + 1' 05"    |
| 9.   | Wout Poels (NED)        | Team Bahrain Victorious | + 1' 05"    |
| 10.  | Jordi López (ESP)       | Equipo Kern Pharma      | + 1' 31"    |

### Po točkah
| Uvr. | Kolesar                | Ekipa                   | Točke |
| ---- | ---------------------- | ----------------------- | ----- |
| 1.   | Ide Schelling (NED)    | Bora–Hansgrohe          | 54    |
| 2.   | Robin Froidevaux (SUI) | Tudor Pro Cycling Team  | 42    |
| 3.   | Matej Mohorič (SLO)    | Team Bahrain Victorious | 40    |
| 4.   | Filippo Zana (ITA)     | Team Jayco–AlUla        | 40    |
| 5.   | Luka Mezgec (SLO)      | Team Jayco–AlUla        | 38    |
| 6.   | Phil Bauhaus (GER)     | Team Bahrain Victorious | 36    |
| 7.   | Matteo Moschetti (ITA) | Q36.5 Pro Cycling Team  | 36    |
| 8.   | Jesús David Peña (COL) | Team Jayco–AlUla        | 34    |
| 9.   | David González (ESP)   | Caja Rural–Seguros RGA  | 26    |
| 10.  | Diego Ulissi (ITA)     | UAE Team Emirates       | 24    |

### Gorski cilji
| Uvr. | Kolesar                 | Ekipa                              | Točke |
| ---- | ----------------------- | ---------------------------------- | ----- |
| 1.   | Samuele Zoccarato (ITA) | Green Project–Bardiani–CSF–Faizanè | 16    |
| 2.   | Filippo Zana (ITA)      | Team Jayco–AlUla                   | 12    |
| 3.   | Jesús David Peña (COL)  | Team Jayco–AlUla                   | 10    |
| 4.   | Colin Stüssi (SUI)      | Team Vorarlberg                    | 8     |
| 5.   | Lukas Meller (GER)      | Team Vorarlberg                    | 7     |
| 6.   | Giovanni Aleotti (ITA)  | Bora–Hansgrohe                     | 6     |
| 7.   | Ben Zwiehoff (GER)      | Bora–Hansgrohe                     | 6     |
| 8.   | Matteo Badilatti (SUI)  | Q36.5 Pro Cycling Team             | 6     |
| 9.   | Diego Ulissi (ITA)      | UAE Team Emirates                  | 4     |
| 10.  | Paul Double (GBR)       | Human Powered Health               | 4     |

### Mladi kolesarji
| Uvr. | Kolesar                       | Ekipa                              | Čas         |
| ---- | ----------------------------- | ---------------------------------- | ----------- |
| 1.   | Raúl García Pierna (ESP)      | Equipo Kern Pharma                 | 20h 02' 58" |
| 2.   | Marcel Camprubi (ESP)         | Q36.5 Pro Cycling Team             | + 1' 10"    |
| 3.   | Embret Svestad-Bårdseng (NOR) | Human Powered Health               | + 5' 17"    |
| 4.   | Gal Glivar (SLO)              | Adria Mobil                        | + 18' 26"   |
| 5.   | Dylan Hopkins (AUS)           | Ljubljana Gusto Santic             | + 18' 55"   |
| 6.   | Fabio Christen (SUI)          | Q36.5 Pro Cycling Team             | + 19' 25"   |
| 7.   | Martin Voltr (CZE)            | RRK Group–Pierre Baguette–Benzinol | + 20' 15"   |
| 8.   | Nicolò Buratti (ITA)          | Team Bahrain Victorious            | + 20' 36"   |
| 9.   | Natan Gregorčič (SLO)         | Ljubljana Gusto Santic             | + 27' 25"   |
| 10.  | Daniel Vysočan (CZE)          | RRK Group–Pierre Baguette–Benzinol | + 27' 54"   |

### Ekipno
| Uvr. | Ekipa                              | Čas         |
| ---- | ---------------------------------- | ----------- |
| 1.   | Equipo Kern Pharma                 | 60h 09' 57" |
| 2.   | Green Project–Bardiani–CSF–Faizanè | + 3' 01"    |
| 3.   | Human Powered Health               | + 3' 19"    |
| 4.   | Caja Rural–Seguros RGA             | + 6' 10"    |
| 5.   | Q36.5 Pro Cycling Team             | + 6' 24"    |
| 6.   | Team Jayco–AlUla                   | + 12' 20"   |
| 7.   | Bora–Hansgrohe                     | + 12' 24"   |
| 8.   | Team Bahrain Victorious            | + 14' 36"   |
| 9.   | Team Vorarlberg                    | + 14' 51"   |
| 10.  | Eolo–Kometa                        | + 15' 03"   |